# Ioan Popescu (Sanitarul)
Ioan I. Popescu - numit și „Sanitarul” pentru a fi diferențiat de alți ofițeri cu același nume - (n. 27 aprilie 1866  - d. 1954, Penitenciarul Făgăraș) a fost unul dintre generalii Armatei României din Primul Război Mondial.
A îndeplinit funcția de comandant de divizie în campaniile anilor 1916 1917, și 1918.
A fost decorat cu Ordinul „Mihai Viteazul”, clasa III, pentru modul cum a condus Divizia 13 Infanterie în Bătălia de la Mărășești.
„Pentru vitejia, destoinicia și îndârjirea cu care a condus operațiile Diviziei sale în ziua de 6 august 1917, pe frontul căii ferate sud-Mărășești, pădurea la Răzoare, unde fiind atacată de Diviziile 12 bavareză, 115 germană și o brigadă din Divizia13 austriacă, după 6 ore de luptă inamicul s-a retras în dezordine, cu imense pierderi, capturând 160 prizonieri, 19 mitraliere și un bogat material de răsboiu, lăsându-i și un imens număr de morți.”
Înalt Decret no. 1137 din 3 octombrie 1917:p. 99
După război, generalul Ioan Popescu a fost ministru de finanțe în anul 1919 în guvernul condus de generalul Arthur Văitoianu.

## Cariera militară
După absolvirea școlii militare de ofițeri cu gradul de sublocotenent, Ioan Popescu a ocupat diferite poziții în cadrul unităților de infanterie sau în eșaloanele superioare ale armatei, cea mai importantă fiind cea de șef de stat major a Direcței 6 Sanitare din Ministerul de Război, de unde a provenit și numele de „Sanitarul”.
În perioada Primului Război Mondial, îndeplinit funcțiile de comandant al Diviziei 13 Infanterie, în perioada 24 decembrie 1916 - 30 august 1917, distingându-se în mod special în cursul Bătăliei de la Mărășești din anul 1917, când a condus divizia în cea mai grea luptă de pe frontul românesc din campania anului 1917.

## Lucrări
- Cartea grănicerului, [de] Căpitanul Popescu I. Ion, (Clemența Stabilimentul grafic Țaranu & Co., București, 1908
- Noțiuni de tactica sanitară militară cu aplicațiuni pe hartă, de Locot. Colonel I. I. Popescu, Șef de Stat Major al Serviciului Sanitar, și Medic Căpitan Dr. Diamandescu Gh. din Reg. de Escortă Regală. Scrisoarea întâia 1916. București (Tipografia Iliescu), 1916[8]

## Decorații
- Ordinul „Steaua României”, în grad de ofițer (1912)
- Ordinul „Coroana României”, în grad de ofițer (1907)
- Medalia „Avântul Țării”, (1914)[1]:p. 437
- Ordinul „Mihai Viteazul”, clasa III, 30 februarie 1917[3]:p. 99